# Barraca G-08
La barraca G-08 és una barraca de vinya del municipi de Subirats (Alt Penedès), situada al Fondo de Mas Granada, a les muntanyes d'Ordal, sobre la casa de Cal Balanyà.
És una construcció aixecada en pedra seca, parcialment adossada a un marge, de planta circular de 3,00 m de diàmetre i una alçada total de 2,05 m. La construcció és de la tipologia de sostre de falsa cúpula. Té un contrafort exterior al lateral dret. El portal és de llinda plana, orientat al sud, té una alçada de 110 cm, una amplada de 40 cm i un gruix de 60 cm, amb porta de ferro. Les pedres exteriors del frontal estan esquerdejades amb ciment. Té una terrassa afegida al costa est.
El codi utilitzat en la denominació d'aquesta barraca (lletra + número) procedeix d'un estudi realitzat per Araceli Soler i Jaume Rovira, que intenta sistematitzar la informació sobre aquests elements arquitectònics al terme de Subirats.